# Municipio de Jefferson (condado de Geary)
El municipio de Jefferson (en inglés: Jefferson Township) es un municipio ubicado en el condado de Geary en el estado estadounidense de Kansas. En el año 2010 tenía una población de 2041 habitantes y una densidad poblacional de 16,39 personas por km².

## Geografía
El municipio de Jefferson se encuentra ubicado en las coordenadas 39°0′8″N 96°46′5″O / 39.00222, -96.76806. Según la Oficina del Censo de los Estados Unidos, el municipio tiene una superficie total de 124.52 km², de la cual 122.31 km² corresponden a tierra firme y (1.77%) 2.21 km² es agua.

## Demografía
Según el censo de 2010, había 2041 personas residiendo en el municipio de Jefferson. La densidad de población era de 16,39 hab./km². De los 2041 habitantes, el municipio de Jefferson estaba compuesto por el 76.24% blancos, el 9.31% eran afroamericanos, el 1.22% eran amerindios, el 1.57% eran asiáticos, el 0.69% eran isleños del Pacífico, el 3.23% eran de otras razas y el 7.74% pertenecían a dos o más razas. Del total de la población el 11.32% eran hispanos o latinos de cualquier raza.